# Catagonium nitens
Catagonium nitens är en bladmossart som först beskrevs av Jules Cardot och Thériot, och fick sitt nu gällande namn av Lin Shan-hsiung 1989. Catagonium nitens ingår i släktet Catagonium och familjen Hypnaceae. Inga underarter finns listade i Catalogue of Life.